# ロックス

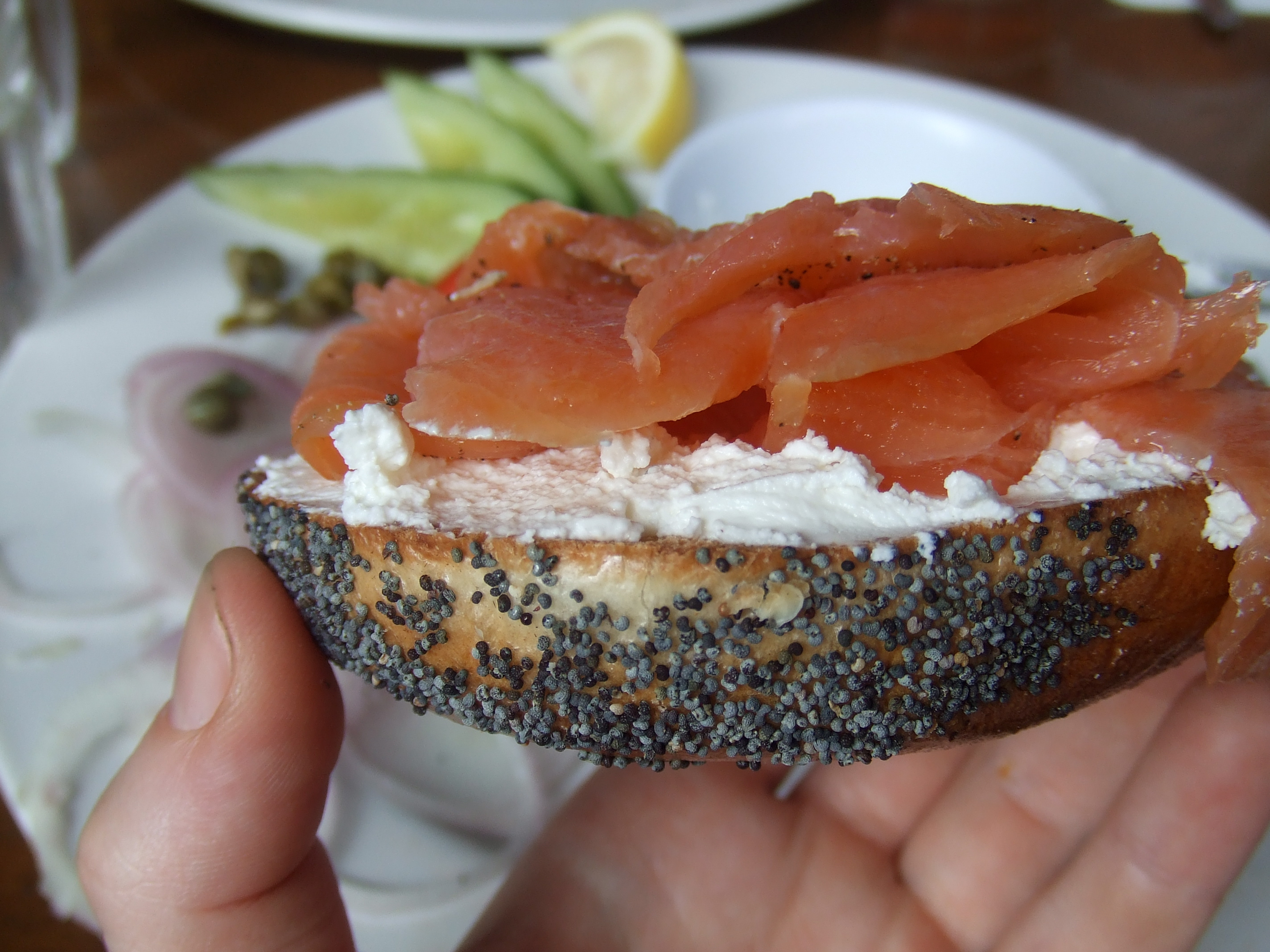
ベーグルとロックス

ロックス（英語：Lox、イディッシュ語：לאקס）は、加工処理された鮭の切り身のこと。本来は鮭の切り身を塩、砂糖、油、香辛料から成るマリネ液に漬け込んだだけの、北ヨーロッパのグラブラックスと似た製品であるが、冷燻処理されたスモークサーモンをロックスと呼ぶこともある。また、ベーグルなどのユダヤ系アメリカ人特有の食物とともに食べる場合、スモークサーモンではなくロックスと呼ぶことが多い。
語源は「鮭」を意味するドイツ語（Lachs）やイディッシュ語の「ラックス」である。アイスランド語とスウェーデン語の「lax」、ノルウェー語とデンマーク語の「laks」、古英語の「læx」、チェコ語の「losos」などの同根語である。